# Droga wojewódzka 953
Die Droga wojewódzka 953 (DW 953) ist eine 18 Kilometer lange Droga wojewódzka (Woiwodschaftsstraße) in der polnischen Woiwodschaft Kleinpolen, die Kalwaria Zebrzydowska mit Skawina verbindet. Die Strecke liegt im Powiat Wadowicki und im Powiat Krakowski.

## Streckenverlauf
Woiwodschaft Kleinpolen, Powiat Wadowicki
-  Kalwaria Zebrzydowska (DK 52)
- Zebrzydowice
- Stanisław Dolny
- Przytkowice

Woiwodschaft Kleinpolen, Powiat Krakowski
- Grabie
- Gołuchowice
- Rzozów
-  Skawina (DK 44)